# David Tom
 (juin 2021).
Si vous disposez d'ouvrages ou d'articles de référence ou si vous connaissez des sites web de qualité traitant du thème abordé ici, merci de compléter l'article en donnant les références utiles à sa vérifiabilité et en les liant à la section « Notes et références ».
David Tom est un acteur né le 23 mars 1978 à Hinsdale, Illinois (États-Unis).

## Biographie
Il est le jumeau de Nicholle Tom qui jouait dans Une nounou d'enfer ; son autre sœur, Heather Tom, est aussi actrice.
En 1993, on le retrouve dans le film Swing Kids de Thomas Carter.
Il a aussi joué dans la série Docteur Quinn, femme médecin au côté de Jane Seymour.
Il rejoint l’équipe des Feux de l'amour au côté de sa sœur Heather, dans le rôle de William Foster Abbott qu'il interprète de 1999 à 2002, quittant la série en août 2002. Cette série lui vaut de gagner deux récompenses en 2000.
En 2006, on le retrouve dans la série Veronica Mars où il incarne Chip Diller.
En 2014, il reprend son rôle de William Foster Abbot dans Les Feux de l'amour à la suite du départ de Billy Miller, mais il est renvoyé au bout de trois mois, la production argumentant ce choix sur le fait qu'il paraissait trop jeune à l'écran au côté d'une autre actrice, David Tom réagissant pour sa part en expliquant qu'il ne comprenait pas pourquoi l'équipe ne s'en était pas aperçu avant. Sa dernière apparition dans le soap est diffusée le 19 juin 2014.

## Filmographie

### Cinéma
- 1992 : Stay Tuned de Peter Hyams : Darryl Knable / Narrator.
- 1995 : Un ménage explosif (Roommates), de Peter Yates : Michael à 15 ans.
- 2019  : D-Day de Nick Lyon : Sergent-chef Kuhn

### Séries télévisées
- 1999-2014 : Les Feux de l'amour de William Joseph Bell et Lee Phillip Bell: Billy Abbott.
- 2006 : Supernatural (saison 2, épisode 15 : Frères ennemis) : Curtis

## Récompenses et distinctions

### Récompenses
- 2000 : Soap Opera Digest Awards du meilleur acteur dans une série dramatique pour Les Feux de l'amour (1999-2014).
- Daytime Emmy Awards 2000 : meilleur acteur dans une série télévisée dramatique pour Les Feux de l'amour (1999-2014).

### Nominations
- 1993 : Young Artist Awards du meilleur acteur dans un drame pour Stay Tuned (1992).
- 1993 : Young Artist Awards du meilleur acteur dans un drame pour Stepfather III (1992).
- 1994 : Young Artist Awards de la meilleure distribution dans un drame pour Swing Kids (1993).
- Daytime Emmy Awards 2001 : Meilleur acteur dans une série télévisée dramatique pour Les Feux de l'amour (1999-2014).
- 2001 : Soap Opera Digest Awards du meilleur acteur dans une série dramatique pour Les Feux de l'amour (1999-2014).